# Rodrigo Teixeira
Rodrigo Abreu Teixeira (Rio de Janeiro, 2 december 1976) is een Braziliaanse filmproducent en oprichter van het productiebedrijf RT Features.

## Carrière
Rodrigo Teixeira werd in 1976 geboren in Rio de Janeiro, maar groeide op in São Paulo. In 1997 ging hij aan de slag als effectenmakelaar. Het beroep sprak hem niet aan, waarna hij in de literaire wereld belandde.
Begin jaren 2000 richtte hij "Camisa 13" (letterlijk: "Voetbaltruitje 13") op, een literair project dat bestond uit bekende auteurs die een boek over hun favoriete voetbalclub schreven. Palmeiras: um caso de amor, een boek van schrijver Mario Prata over voetbalclub Palmeiras, werd in 2005 verfilmd onder de titel O Casamento de Romeu e Julieta.
Door eind jaren 90 de filmrechten op boeken te kopen belandde Teixeira in de filmindustrie. Hij richtte in 2005 zijn eigen productielabel RT Features op en begon met het produceren van films. In 2006 maakte hij met de zwarte komedie O Cheiro do Ralo zijn debuut als producent. Frances Ha (2012) van regisseur Noah Baumbach was zijn eerste buitenlandse productie. In de daaropvolgende jaren produceerde Teixeira ook Amerikaanse films als Mistress America (2015), The Witch (2015), Call Me by Your Name (2017) en Ad Astra (2019).

## Filmografie (selectie)
- O Cheiro do Ralo (2006)
- Frances Ha (2012)
- Night Moves (2013)
- Alemão (2014)
- Mistress America (2015)
- The Witch (2015)
- Love (2015)
- Indignation (2016)
- Call Me by Your Name (2017)
- A Ciambra (2017)
- A Vida Invisível de Eurídice Gusmão (2019)
- The Lighthouse (2019)
- Ad Astra (2019)
- Wasp Network (2019)